# روبرت راسيل بينيت
روبرت راسيل بينيت (بالإنجليزية: Robert Russell Bennett)‏ هو ملحن وعازف بيانو أمريكي، ولد في 15 يونيو 1894 في كانساس سيتي في الولايات المتحدة، وتوفي في 18 أغسطس 1981 في نيويورك في الولايات المتحدة بسبب سرطان الكبد.

## وصلات خارجية
- روبرت راسيل بينيت على موقع IMDb (الإنجليزية)
- روبرت راسيل بينيت على موقع الموسوعة البريطانية (الإنجليزية)
- روبرت راسيل بينيت على موقع ميوزك برينز (الإنجليزية)
- روبرت راسيل بينيت على موقع قاعدة بيانات برودواي على الإنترنت (الإنجليزية)
- روبرت راسيل بينيت على موقع قاعدة بيانات برودواي على الإنترنت (الإنجليزية)
- روبرت راسيل بينيت على موقع ديسكوغز (الإنجليزية)
- روبرت راسيل بينيت على موقع قاعدة بيانات الفيلم (الإنجليزية)